# Dani Baijens
Dani Baijens, né le 5 mai 1998 à Rotterdam, est un handballeur international néerlandais évoluant au poste de demi-centre au Paris Saint-Germain.

## Biographie
Dani Baijens a participé avec les Pays-Bas lors de l'Euro 2020 et 2022.
En octobre 2023, le Paris Saint-Germain Handball annonce le recrutement de Baijens à partir de 2024 et avec un contrat sur deux saisons.